# Sonderkommando-Fotografien

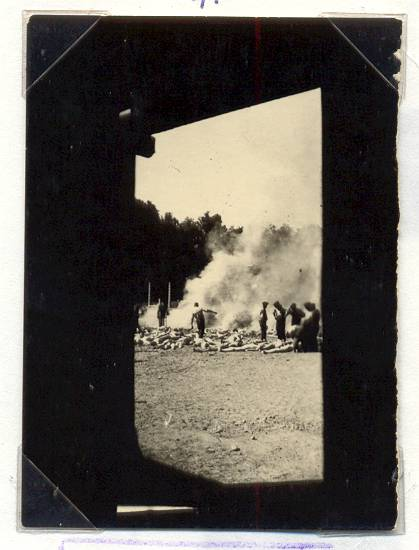
Eine der Sonderkommando-Fotografien, die Häftlinge beim Verbrennen von Leichen in einer Grube zeigt

Als Sonderkommando-Fotografien werden vier Schwarzweißaufnahmen bezeichnet, die 1944 im nationalsozialistischen Vernichtungslager Auschwitz-Birkenau aufgenommen wurden. Zwei Fotografien zeigen die Verbrennung von Leichen, eine Frauen beim Entkleiden vor der Vergasung. Auf der vierten Aufnahme, einem Fehlschuss, sind nur Bäume erkennbar. Die Fotos entstanden heimlich durch die Zusammenarbeit von Mitgliedern des Sonderkommandos – einer Gruppe jüdischer Häftlinge, die von der Lager-SS gezwungen wurde, die Ermordung anderer Juden vorzubereiten, sie auszuplündern und ihre Leichen zu verbrennen. Als eigentlicher Fotograf wurde von einem Zeitzeugen ein griechischer Jude namens Alex genannt, in dessen Beschreibung Historiker Alberto Errera wiedererkannt haben.
Ab den 1950er Jahren erschienen die Fotografien – zunächst in stark beschnittener Form – in zahlreichen Publikationen. Originalabzüge gelangten erst in den 1980er Jahren an die Öffentlichkeit. Die besondere Bedeutung der Fotografien besteht darin, dass sie die einzigen überlieferten Aufnahmen aus einem deutschen Vernichtungslager sind, die von Häftlingen stammen.

## Entstehung
Das erste Sonderkommando im KZ Auschwitz-Birkenau wurde im Juli 1942 aufgestellt. Seine Mitglieder, alle jüdische Häftlinge, wurden von Angehörigen der Lager-SS gezwungen, an der Vergasung anderer Häftlinge mitzuwirken. Zu ihren Aufgaben gehörte es, die Leichen aus den Gaskammern zu entfernen, sie zu entkleiden und Goldzähne zu entfernen, sie anschließend zu verbrennen und danach die Asche zu entsorgen. Um die Tätigkeit des Sonderkommandos geheim zu halten, wurden seine Mitglieder von den übrigen Häftlingen des Lagers abgeschirmt. Außerdem wurden die Mitglieder regelmäßig ermordet und durch andere Häftlinge ersetzt. So folgten bis zur Befreiung des Lagers zwölf Mannschaften aufeinander, nur wenigen gelang es, den Hinrichtungen zu entgehen und den Holocaust zu überleben. Um der Nachwelt von den in Auschwitz begangenen Verbrechen zu berichten, vergruben manche Mitglieder des Sonderkommandos Nachrichten auf dem Lagergelände, von denen einige nach der Befreiung des Lagers gefunden wurden. Andere versuchten, Dokumente aus dem Lager zu schmuggeln. Bei einer solchen Aktion entstanden auch die vier Fotografien.
Die genaue Entstehungsgeschichte der Fotografien ist nicht geklärt. In den 1950er und 1960er Jahren galt Dawid Szmulewski aufgrund seiner eigenen Aussagen als Fotograf. Das Sonderkommando habe absichtlich das Dach der Gaskammer beschädigt, um Szmulewski, der im Lager als Dachdecker tätig gewesen sein soll und kein Mitglied des Sonderkommandos war, den Zugang zum Dach zu ermöglichen. Von dort aus habe er dann durch ein Knopfloch seiner Jacke zwei Aufnahmen gemacht. In den 1970er Jahren kamen Zweifel an dieser Darstellung auf. Endgültig widerlegt wurde sie, als Mitte der 1980er Jahre unbeschnittene Abzüge der Fotos auftauchten. Sie zeigten, dass die Fotos nicht vom Dach aus aufgenommen worden sein konnten. Stattdessen galt nun die Darstellung von Alter Fajnzylberg zur Entstehung der Fotografien als glaubwürdigste. Er habe von Szmulewski den Fotoapparat mit Film erhalten und auf das Gelände des Krematoriums V geschmuggelt. Die Fotos habe ein Grieche namens Alex gemacht. Er sei der einzige von ihnen gewesen, der mit einer Kamera habe umgehen können. Währenddessen hätten Fajnzylberg sowie die Brüder Abraham und Shlomo Dragon nach SS-Wachen Ausschau gehalten. Danach habe Fajnzylberg die Fotos aus dem Krematoriumsgelände herausgeschmuggelt und Szmulewski übergeben. Die Kamera habe er behalten und später am Krematorium vergraben. Zwar konnte sich Fajnzylberg nicht an den Nachnamen von Alex erinnern, mehrere Historiker sind sich jedoch aufgrund weiterer Angaben sicher, dass es sich bei ihm um Alberto Errera handelte.
Der Film soll dann von Helena Datoń, die in der SS-Kantine arbeitete, in einer Zahnpastatube versteckt und so aus Auschwitz herausgeschmuggelt worden sein. Er erreichte den polnischen Widerstand zusammen mit einer Notiz des politischen Häftlings Stanisław Kłodziński vom 4. September 1944:

„Dringend. Schicken Sie so schnell wie möglich zwei Metallfilmrollen für einen Apparat 6 × 9. Können Fotos machen. Wir schicken Aufnahmen aus Birkenau, die Gefangene auf dem Weg in die Gaskammer zeigen. Eine der Aufnahmen zeigt einen der Scheiterhaufen, auf dem man die Leichen unter freiem Himmel verbrennt, da das Krematorium zu klein ist, um sie alle dort zu verbrennen. Vor dem Scheiterhaufen Kadaver, die man hineinwerfen wird. Eine andere Aufnahme zeigt den Ort im Wald, wo die Häftlinge sich entkleiden, angeblich, um eine Dusche zu nehmen. Danach werden sie in die Gaskammer geschickt. Schicken Sie die Filmrollen so schnell wie möglich. Senden Sie die beiliegenden Aufnahmen unverzüglich an Tell – wir sind der Meinung, daß man die vergrößerten Fotos weitersenden soll.“

## Beschreibung
Die Fotografien wurden vom Museum Auschwitz-Birkenau gemäß ihrer wahrscheinlichen Entstehung durchnummeriert. Die Aufnahmen 280 und 281 zeigen Häftlinge beim Verbrennen von Leichen in einer Grube. Vor ihr liegen Leichen auf dem Boden, aus der Grube steigt Rauch auf. Die beiden Fotos wurden durch eine Tür oder ein Fenster aufgenommen, wie die schwarzen Ränder zeigen. Das Bild 282 zeigt hauptsächlich Bäume, und sehr klein unten links eine zur Vergasung bestimmte Gruppe von Frauen beim Entkleiden. Einige sind bereits nackt und laufen im Vordergrund, dahinter entkleiden sich die anderen Frauen. Die Aufnahme ist so verrissen, dass die Horizontlinie diagonal verläuft. Die Aufnahme 283 ist offenbar ein Fehlschuss; identifizierbar sind nur Baumkronen.

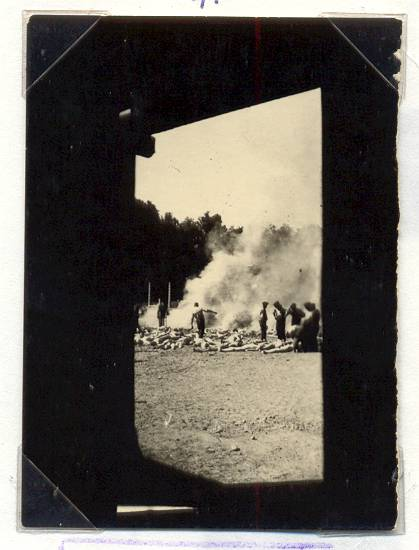
Foto 280
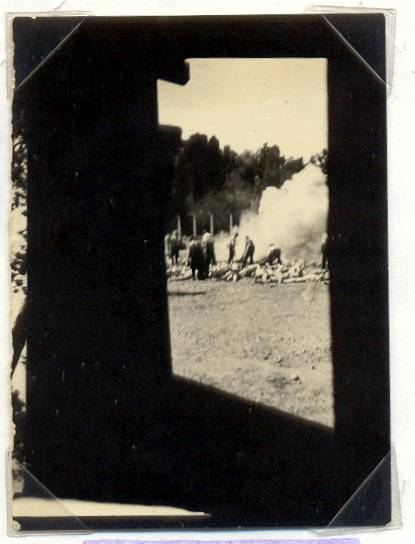
Foto 281
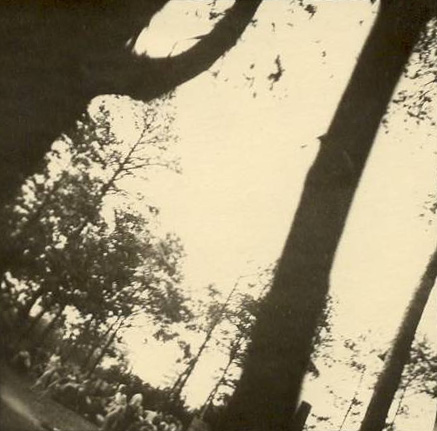
Foto 282
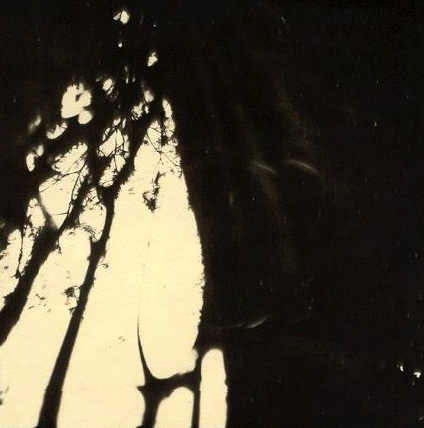
Foto 283

## Veröffentlichung und Nachwirkung
Die Sonderkommando-Fotografien sind die einzigen überlieferten Aufnahmen aus einem deutschen Vernichtungslager, die von Häftlingen gemacht wurden. Als solche erschienen sie seit den 1950er Jahren in zahlreichen Publikationen und wurden mehrfach künstlerisch aufgegriffen, etwa im Comic Maus – Die Geschichte eines Überlebenden von Art Spiegelman oder in Gerhard Richters vierteiligem Zyklus Birkenau. Die originalen Fotografien gelangten erst 1985 an die Öffentlichkeit. In diesem Jahr übergab die Witwe des polnischen Widerstandskämpfers Władysław Pytlik sieben Kontaktkopien von den vier Negativen an das Museum Auschwitz-Birkenau. Der Verbleib der Negative selbst ist weiter ungeklärt.
In den Jahren vorher waren nur beschnittene und retuschierte Kopien der Fotos bekannt. Beim Foto der Frauengruppe war ein großer Teil des Fotos entfernt worden, sodass nur das linke untere Viertel mit den Frauen übrig blieb. Die Frauen selbst wurden retuschiert, wobei sich das Aussehen stark zwischen verschiedenen Publikationen unterschied. Das Buch des polnischen Untersuchungsrichters Jan Sehn über Auschwitz, das kurz nach dem Krieg in Polen erschien, zeigt die Frauen teils mit verzerrten Gesichtern und hängenden Brüsten. In Gerhard Schoenberners Buch Der gelbe Stern aus dem Jahr 1960 haben sie hingegen fein gezeichnete Gesichter und straffe Brüste. Bei den Fotografien der Leichenverbrennung wurden die schwarzen Ränder entfernt, offenbar um die eigentlichen Handlungen hervorzuheben. Diese Veränderungen sieht der Kunsthistoriker Georges Didi-Huberman sehr kritisch. Der schwarze Rand sei von zentraler Bedeutung, zeige er doch, dass die Fotografien nur im Geheimen entstehen konnten. Nach seiner Entfernung erweckten die Fotos den Eindruck, sie hätten in Ruhe und im Freien aufgenommen werden können; das Risiko, das der Fotograf einging, bliebe unsichtbar. Ähnliches gelte für die vierte Fotografie, die fast nie gezeigt und von Historikern als „nutzlos“ bezeichnet wurde. Für Didi-Huberman ist sie aber ein Beweis für die akute Gefahr, der der Fotograf ausgesetzt war. So sei er offenbar sehr in Eile gewesen und habe bei seiner Aufnahme nicht in den Sucher der Kamera schauen können.
Mitunter wurden die Fotos vollkommen von ihrem Entstehungszusammenhang gelöst. So mischte der französische Dokumentarfilm Nacht und Nebel aus dem Jahr 1955 einen Ausschnitt von Foto 280 ohne weiteren Kommentar unter Nazi-Fotografien, und das, obwohl den Machern des Films die Herkunft des Fotos bekannt war. In der 1978 ausgestrahlten vierteiligen US-Serie Holocaust – Die Geschichte der Familie Weiss wird derselbe Ausschnitt als Nazi-Aufnahme ausgegeben. Darin erläutert ein SS-Mann seinen Vorgesetzten mithilfe eines Dia-Vortrags den Prozess der Vernichtung der Juden im KZ Auschwitz-Birkenau. Die Sonderkommando-Fotografie nutzt er zur Illustration der Arbeit des Sonderkommandos nach der Vergasung.

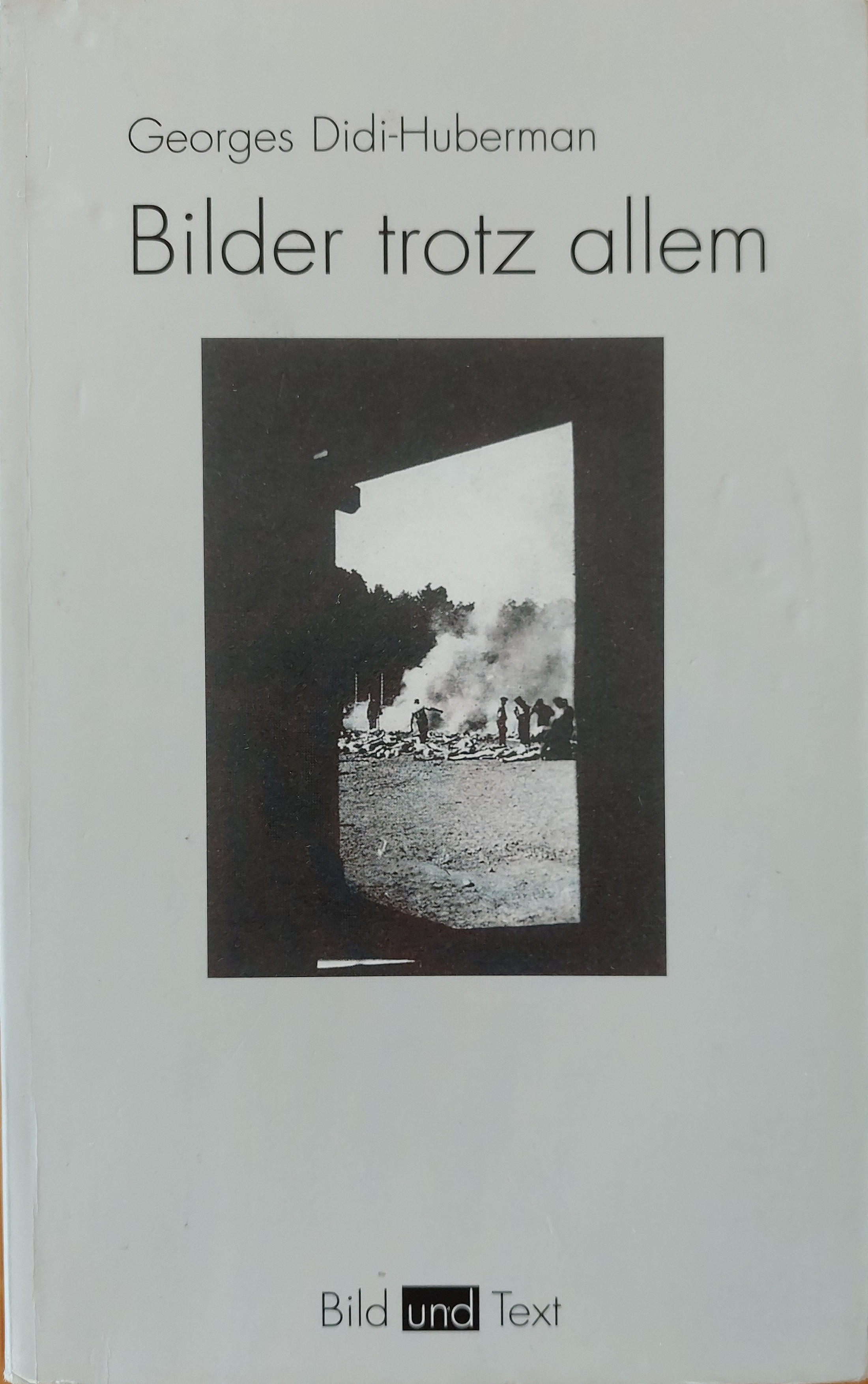
Bilder trotz allem (2007)

Besondere Aufmerksamkeit erfuhren die Fotografien Anfang der 2000er Jahre in Frankreich. 2001 wurden sie mit anderen Fotografien aus Konzentrationslagern in der Ausstellung Mémoire des camps gezeigt. Ein Beitrag des Kunsthistorikers Georges Didi-Huberman über die Sonderkommando-Fotografien im zugehörigen Ausstellungskatalog löste eine Debatte aus, in der es um die grundsätzliche Frage der Darstellbarkeit des Holocaust durch Fotografien ging. Claude Lanzmann, Regisseur des Dokumentarfilms Shoah, sah dies als unmöglich an. Unterstützt wurde er dabei von den Psychoanalytikern Gérard Wajcman und Élisabeth Pagnoux, die in der von Lanzmann herausgegebenen Zeitschrift Les Temps Modernes Didi-Hubermans Ansichten scharf kritisierten. Als Reaktion auf diese Kritik veröffentlichte Didi-Huberman 2003 das Buch Images malgré tout (deutsch Bilder trotz allem), das neben seinem ursprünglichen Beitrag aus dem Ausstellungskatalog auch seine Antwort auf die Vorwürfe seiner Kritiker enthält.